# Flottans mekaniska kår
Flottans mekaniska kår var under åren 1814–1868 en militärt organiserad kår med mariningenjörer.

## Historik
Kåren inrättades 1814 för att överse byggandet av den nya dockbyggnaden i Karlskrona. När detta arbete övergavs förordnades genom ett kungligt brev av den 28 juni 1814, att denna byggnadsstat skulle sammanslås med Flottans mekaniska kår. 1816 bestämdes att kåren skulle kallas Flottornas mekaniska stat, och att den skulle stå under chefskap av Generaladjutanten för flottorna, detta då den svenska flottan då bestod av två flottor; Örlogsflottan och Arméns flotta. Då flottorna slog samman 1823 ändrades namnet till Flottans mekaniska kår.
Det för Flottans mekaniska kår sist utfärdade reglementet var från 1855. Ännu i början av 1870-talet fanns vid Flottans mekaniska kår officerare dels på stat, dels över stat. Till den förra klassen hörde de officerare, som tjänstgjorde vid Flottans stationer och som därför åtnjöt lön på Flottans stat. Denna klass av mekaniska kårens officerare försvann emellertid helt efter Mariningenjörsstatens organisation (1867), då de på Mariningenjörsstatens avlöningsstat uppförda byggmästarna kom att utföra alla sådana byggnadsarbeten på flottans stationer, vilka tidigare utförts av mekaniska kårens på stat befintliga officerare. För de mekaniska kårens officerare, som kvarstod över stat, var däremot benämningen officer vid Flottans mekaniska kår blott en titel, som icke stod i något beroende av den verksamhet, som de utövade, eftersom denna motsvarade officerarnas vid Väg- och vattenbyggnadskåren.

## Namn
| Flottornas Mekaniska-stat | 1816 | – | 1823 |
| Flottans Mekaniska Korps  | 1824 | – | 1868 |